# Acutandra oremansi
Acutandra oremansi – gatunek chrząszcza z rodziny kózkowatych i podrodziny pędeli (Parandrinae).
Gatunek ten został opisany w 2012 roku przez Thierry'ego Bouyera, Alaina Drumonta i Antonia Santosa-Silvę, którzy jako miejsce typowe wskazali Calvario.
Kózka o ciele długości od 21 mm do 26 mm. Ubarwiona brązowo, z ciemniejszą głową i przedpleczem. Zewnętrza strona żuwaczek u nasady umiarkowanie prosta, nienabrzmiała. Żeberko oczne nierozwidlone Y-kształtnie w pobliżu tylnej krawędzi oka. Przedplecze silniej wyniesione niż u A. camiadei. Pokrywy punktowane niezbyt wyraźnie, umiarkowanie drobno. Odnóża miejscami czarniawe. Tylne golenie bez ząbków między zębem górnym a środkowym.
Chrząszcz afrotropikalny, endemiczny dla wyspy Wyspy Świętego Tomasza w Wyspach Świętego Tomasza i Książęcej.